# Boskalis

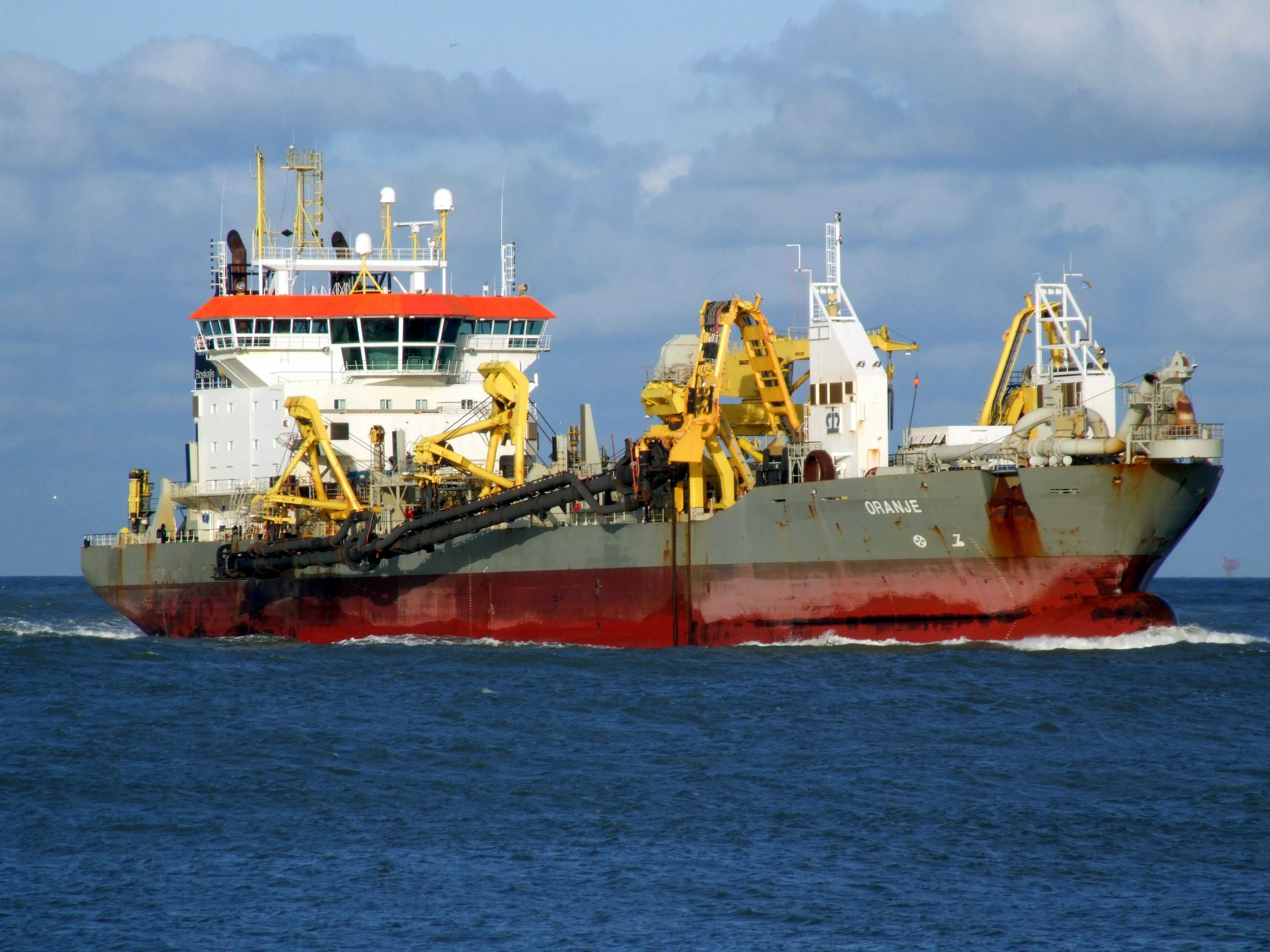
Mudderverket Oranje, nära Rotterdams hamn

Royal Boskalis Westminster NV är ett nederländskt entreprenad- och marinserviceföretag, som framför allt arbetar med muddring.
Boskalis grundades som ett partnerskap 1910 av tre muddrare från Sliedrecht. På 1930- talet bildades NV Baggermaatschappij Bos & Kalis.
Efter första världskriget deltog Boskalis i Zuiderzeeprojekten. Från att vara en liten operatör av inhemska underhållsarbeten utvecklades företaget till ett internationellt verksamt företag. Dotterbolaget Westminster Dredging Company i London grundades 1933. Från 1950-talet och framåt utförde detta dotterbolag uppdrag i länderna i det brittiska samväldet, inklusive Australien och Kanada, men också i Mellanöstern. 
Boskalis aktier noterades på Amsterdambörsen 1971. År 1978 fick företaget rätt av använda beteckningen "Kunglig". 
Under åren som följde växte företaget snabbt, men i mitten av 1980-talet var Boskalis nära konkurs. Detta berodde på att stora arbeten hade gjorts i Argentina, för vilka ingen betalning hade erlagts, enligt kontrakt som inte täcktes av någon exportkreditgaranti. 
År 2010 övertogs den holländska leverantören av marina tjänster Smit Internationale.
Från 2016 arbetar Boskalis och nederländska bogserbolaget Kotug i det gemensamt ägda Kotug Smit Towage. Företaget har omkring 65 bogserbåtar i omkring elva hamnar i Belgien, Nederländerna, Tyskland och Storbritannien. I början av 2016 tog Boskalis över det österrikiska anläggningsföretaget Strabags muddringsverksamhet Strabag Wasserbau. 